# Давыдкин (хутор)
Давыдкин — хутор в Волоконовском районе Белгородской области России. Входит в состав Погромского сельского поселения.

## География
Село расположено в юго-восточной части Белгородской области, у истока реки Плотвы (бассейна Северского Донца) в 13,9 км по прямой (и около 30 км по дорогам) к юго-западу от районного центра Волоконовки.

## Экономика и инфраструктура
По состоянию на 2014 год основным работодателем является фермерское хозяйство местного предпринимателя Павла Шамрая.

## Население
| 2002 | 2010 |
| ---- | ---- |
| 126  | ↘108 |